# Número no totiente
En teoría de números, un número no totiente es un entero positivo n que no tiene soluciones para la función φ de Euler: no está en el rango de φ, y por lo tanto la ecuación φ(x) = n no tiene solución para ningún x. En otras palabras, n no es totiente si no hay un entero x que tenga exactamente n números coprimos precedentes. Todos los números impares son no totientes, excepto 1, que tiene las soluciones x = 1 y x = 2. Los primeros pares no totientes son
14, 26, 34, 38, 50, 62, 68, 74, 76, 86, 90, 94, 98, 114, 118, 122, 124, 134, 142, 146, 152, 154, 158, 170, 174, 182, 186, 188, 194, 202, 206, 214, 218, 230, 234, 236, 242, 244, 246, 248, 254, 258, 266, 274, 278, 284, 286, 290, 298, ... (sucesión A005277 en OEIS)
Menores k tales que el totiente de k es n son (0 si no existe tal k)
1, 3, 0, 5, 0, 7, 0, 15, 0, 11, 0, 13, 0, 0, 0, 17, 0, 19, 0, 25, 0, 23, 0, 35, 0 , 0, 0, 29, 0, 31, 0, 51, 0, 0, 0, 37, 0, 0, 0, 41, 0, 43, 0, 69, 0, 47, 0, 65, 0, 0 , 0, 53, 0, 81, 0, 87, 0, 59, 0, 61, 0, 0, 0, 85, 0, 67, 0, 0, 0, 71, 0, 73, ... (sucesión A049283 en OEIS)
Mayores k tales que el totiente de k es n son (0 si no existe tal k)
2, 6, 0, 12, 0, 18, 0, 30, 0, 22, 0, 42, 0, 0, 0, 60, 0, 54, 0, 66, 0, 46, 0, 90, 0 , 0, 0, 58, 0, 62, 0, 120, 0, 0, 0, 126, 0, 0, 0, 150, 0, 98, 0, 138, 0, 94, 0, 210, 0, 0 , 0, 106, 0, 162, 0, 174, 0, 118, 0, 198, 0, 0, 0, 240, 0, 134, 0, 0, 0, 142, 0, 270, ... (sucesión A057635 en OEIS)
El número de k tales que φ(k) = n son (comienza con n = 0)
0, 2, 3, 0, 4, 0, 4, 0, 5, 0, 2, 0, 6, 0, 0, 0, 6, 0, 4, 0, 5, 0, 2, 0, 10 , 0, 0, 0, 2, 0, 2, 0, 7, 0, 0, 0, 8, 0, 0, 0, 9, 0, 4, 0, 3, 0, 2, 0, 11, 0 , 0, 0, 2, 0, 2, 0, 3, 0, 2, 0, 9, 0, 0, 0, 8, 0, 2, 0, 0, 0, 2, 0, 17, ... (sucesión A014197 en OEIS)
Según la conjetura de Carmichael no hay 1 en esta secuencia.
Un no totiente par es un número primo más uno, pero nunca menos uno, ya que todos los números por debajo de un número primo son, por definición, coprimos con él. Para expresarlo algebraicamente, para p primo: φ(p) = p + 1. Además, un número oblongo n(n - 1) ciertamente no es no totiente si n es primo, ya que φ(p2) = p(p - 1).
Si un número natural n es totiente, se puede demostrar que n · 2k es un totiente para todo número natural k.
Hay un número infinito de números pares que no son totientes: de hecho, hay infinitos números primos p distintos (como 78557 y 271129, véase número de Sierpiński) tales que todos los números de la forma 2ap son no totientes, y todos los números impares tienen un múltiplo par que es un no totiente.
| n  | Números k tales que φ(k)= n            | n  | Números k tales que φ(k)= n                                                      | n   | Números k tales que φ(k)= n                                                        | n   | Números k tales que φ(k)= n                                                                             |
| 1  | 1, 2                                   | 37 |                                                                                  | 73  |                                                                                    | 109 | |
| 2  | 3, 4, 6                                | 38 |                                                                                  | 74  |                                                                                    | 110 | 121, 242                                                                                                |
| 3  |                                        | 39 |                                                                                  | 75  |                                                                                    | 111 | |
| 4  | 5, 8, 10, 12                           | 40 | 41, 55, 75, 82, 88, 100, 110, 132, 150                                           | 76  |                                                                                    | 112 | 113, 145, 226, 232, 290, 348                                                                            |
| 5  |                                        | 41 |                                                                                  | 77  |                                                                                    | 113 | |
| 6  | 7, 9, 14, 18                           | 42 | 43, 49, 86, 98                                                                   | 78  | 79, 158                                                                            | 114 | |
| 7  |                                        | 43 |                                                                                  | 79  |                                                                                    | 115 | |
| 8  | 15, 16, 20, 24, 30                     | 44 | 69, 92, 138                                                                      | 80  | 123, 164, 165, 176, 200, 220, 246, 264, 300, 330                                   | 116 | 177, 236, 354                                                                                           |
| 9  |                                        | 45 |                                                                                  | 81  |                                                                                    | 117 | |
| 10 | 11, 22                                 | 46 | 47, 94                                                                           | 82  | 83, 166                                                                            | 118 | |
| 11 |                                        | 47 |                                                                                  | 83  |                                                                                    | 119 | |
| 12 | 13, 21, 26, 28, 36, 42                 | 48 | 65, 104, 105, 112, 130, 140, 144, 156, 168, 180, 210                             | 84  | 129, 147, 172, 196, 258, 294                                                       | 120 | 143, 155, 175, 183, 225, 231, 244, 248, 286, 308, 310, 350, 366, 372, 396, 450, 462                     |
| 13 |                                        | 49 |                                                                                  | 85  |                                                                                    | 121 | |
| 14 |                                        | 50 |                                                                                  | 86  |                                                                                    | 122 | |
| 15 |                                        | 51 |                                                                                  | 87  |                                                                                    | 123 | |
| 16 | 17, 32, 34, 40, 48, 60                 | 52 | 53, 106                                                                          | 88  | 89, 115, 178, 184, 230, 276                                                        | 124 | |
| 17 |                                        | 53 |                                                                                  | 89  |                                                                                    | 125 | |
| 18 | 19, 27, 38, 54                         | 54 | 81, 162                                                                          | 90  |                                                                                    | 126 | 127, 254                                                                                                |
| 19 |                                        | 55 |                                                                                  | 91  |                                                                                    | 127 | |
| 20 | 25, 33, 44, 50, 66                     | 56 | 87, 116, 174                                                                     | 92  | 141, 188, 282                                                                      | 128 | 255, 256, 272, 320, 340, 384, 408, 480, 510                                                             |
| 21 |                                        | 57 |                                                                                  | 93  |                                                                                    | 129 | |
| 22 | 23, 46                                 | 58 | 59, 118                                                                          | 94  |                                                                                    | 130 | 131, 262                                                                                                |
| 23 |                                        | 59 |                                                                                  | 95  |                                                                                    | 131 | |
| 24 | 35, 39, 45, 52, 56, 70, 72, 78, 84, 90 | 60 | 61, 77, 93, 99, 122, 124, 154, 186, 198                                          | 96  | 97, 119, 153, 194, 195, 208, 224, 238, 260, 280, 288, 306, 312, 336, 360, 390, 420 | 132 | 161, 201, 207, 268, 322, 402, 414                                                                       |
| 25 |                                        | 61 |                                                                                  | 97  |                                                                                    | 133 | |
| 26 |                                        | 62 |                                                                                  | 98  |                                                                                    | 134 | |
| 27 |                                        | 63 |                                                                                  | 99  |                                                                                    | 135 | |
| 28 | 29, 58                                 | 64 | 85, 128, 136, 160, 170, 192, 204, 240                                            | 100 | 101, 125, 202, 250                                                                 | 136 | 137, 274                                                                                                |
| 29 |                                        | 65 |                                                                                  | 101 |                                                                                    | 137 | |
| 30 | 31, 62                                 | 66 | 67, 134                                                                          | 102 | 103, 206                                                                           | 138 | 139, 278                                                                                                |
| 31 |                                        | 67 |                                                                                  | 103 |                                                                                    | 139 | |
| 32 | 51, 64, 68, 80, 96, 102, 120           | 68 |                                                                                  | 104 | 159, 212, 318                                                                      | 140 | 213, 284, 426                                                                                           |
| 33 |                                        | 69 |                                                                                  | 105 |                                                                                    | 141 | |
| 34 |                                        | 70 | 71, 142                                                                          | 106 | 107, 214                                                                           | 142 | |
| 35 |                                        | 71 |                                                                                  | 107 |                                                                                    | 143 | |
| 36 | 37, 57, 63, 74, 76, 108, 114, 126      | 72 | 73, 91, 95, 111, 117, 135, 146, 148, 152, 182, 190, 216, 222, 228, 234, 252, 270 | 108 | 109, 133, 171, 189, 218, 266, 324, 342, 378                                        | 144 | 185, 219, 273, 285, 292, 296, 304, 315, 364, 370, 380, 432, 438, 444, 456, 468, 504, 540, 546, 570, 630 |